# Vocal casi abierta
Una vocal casi abierta o una vocal casi baja es cualquiera en una clase de sonido vocálico utilizado en algunos idiomas hablados . La característica definitoria de una vocal casi abierta es que la lengua se coloca de una manera similar a la de una vocal abierta, pero un poco más estrecha.
Los otros nombres para una vocal casi abierta se reducen a vocal abierta-media y vocal abierta elevada, aunque la frase anterior también se puede usar para describir una vocal que es tan baja como abierta; asimismo, la última frase también puede usarse para describir una vocal que es tan alta como vocal abierta media.
Las vocales casi abiertas a veces se describen como variantes tensas de las vocales totalmente abiertas, sin embargo, dependiendo del idioma, pueden no ser necesariamente variantes de las vocales abiertas.

## Lista parcial
Las vocales casi abiertas con símbolos asignados en el Alfabeto Fonético Internacional son:
- Vocal casi abierta anterior no redondeada [æ].
- Vocal casi abierta central sin especificado redondeo [ɐ] (utiliza generalmente para una vocal no redondeada; la distinción se puede hacer como ⟨ ɜ ⟩ (o ⟨ AE ⟩) vs ⟨ ɞ̞ ⟩).
- Vocal casi abierta central redondeada [ɞ̞]
- vocal casi abierta posterior no redondeada [ɑ̝]
- Vocal casi abierta posterior redondeada [ɒ̝]